# Янашбеляк
Янашбеляк (мар. Янашплак) — деревня в Звениговском районе Республики Марий Эл. Входит в состав городского поселения Красногорский.

## География
Находится в южной части республики Марий Эл на расстоянии приблизительно 21 км по прямой на север-северо-восток от районного центра города Звенигово.

## История
Известна с 1844 года, когда здесь учтено было 17 дворов и 92 человека. В 1897 году жителей стало 232 человека, в 1926 году в 69 хозяйствах проживали 390 жителей, в 1933 397 жителей, в 1939 году — 402 человека, в 1999 году 62 хозяйства и 152 человека. В советское время работали колхозы имени Бубнова и имени А. С. Пушкина.

## Население
Население составляло 139 человека (мари 99 %) в 2002 году, 95 в 2010.